# Casshern
 (novembre 2022).
Si vous disposez d'ouvrages ou d'articles de référence ou si vous connaissez des sites web de qualité traitant du thème abordé ici, merci de compléter l'article en donnant les références utiles à sa vérifiabilité et en les liant à la section « Notes et références ».
Casshern (新造人間キャシャーン, Shinzō ningen Kyashān, littéralement : « Casshern le néo-humain ») est un anime produit par Tatsunoko Production sorti en 1973.

## Histoire
Tetsuya Azuma (東鉄也 Azuma Tetsuya), également connu sous le nom de Casshern, est un androïde avec une conscience humaine, aussi appelé neoroider (人造人間 Jinzō Ningen, Lit. « humain artificiel »). Tetsuya se transforme lui-même en androïde pour traquer et détruire les robots qui ont pris le contrôle du monde. Son père biologique, Dr. Kotaro Azuma, était l'inventeur des automates, à l'origine prévus pour servir l'humanité. Cependant, le premier androïde, BK-1, a été frappé par la foudre et est devenu incontrôlable. Malgré de grands efforts pour l'arrêter, BK-1 a employé sa grande force pour s'échapper du château. Après un certain temps, il se renomme Buraiking Boss (le nom, composé de « Boss », qui signifie « chef », et de 無頼 ou burai, qui signifie escroc ou brute avec les symboles de « confiance » et « rien », mais phonétiquement « Bu Rai », peut aussi signifier « homme de foudre » ou « guerrier de foudre ». Son nom lui convient donc de par ses origines.). Buraiking Boss a alors construit une armée de robots pour combattre l'humanité. Les robots se sont révoltés massivement quand ils sont arrivés à la conclusion logique que la survie de l'écosystème terrestre exigeait la destruction de la race humaine.
Casshern et son chien robotique, Flender, unissent leurs forces avec une jolie fille, Luna Kozuki, pour lutter contre les robots de Buraiking Boss. Flender est capable de se transformer en char d'assaut ou en avion à réaction et participe activement au combat contre l'armée de robots. Casshern possède une grande force et une grande agilité, mais il n'est pas armé, à l'exception d'une paire de pistolets étranges, qui sont plutôt utilisés comme fusées que comme armes. Même si les robots sont des machines énormes et robustes, presque tous ont une antenne sur la tête, et l'arracher les fait généralement exploser. Ils sont donc relativement vulnérables. Casshern est habituellement capable de détruire les robots à mains nues, en tuant un grand nombre dans n'importe quelle bataille donnée. 
Cependant, Casshern a également quelques points faibles. Son corps doit être rechargé avec de l'énergie solaire et ne peut pas supporter de très longues batailles sans risquer d'être à court d'énergie. Luna fait ses débuts en étant totalement inoffensive, jusqu'au moment où son père construit un pistolet électromagnétique capable de détruire les robots facilement.

## Anime
La franchise Casshern inclut une original video animation de 1993 intitulée Casshern : Le chasseur de robot, et, en 2004, une adaptation en live action intitulée Casshern. En octobre 2008 au Japon sort un reboot de la franchise Casshern intitulé Casshern Sins. En prévision de la nouvelle série, un coffret DVD intégral de la série originale, Neo-Human Casshern Complete DVD-Box "All Episodes of Casshern", sort au Japon le 24 septembre 2008. Casshern apparaît en tant que personnage jouable également dans les jeux Tatsunoko Fight et Tatsunoko contre Capcom : Ultimate All-Stars. Lors de l'Anime Expo de Los Angeles en 2013, Sentai Filmworks annonce avoir conclu une affaire avec Tatsunoko pour sortir une partie de leur catalogue, Casshern étant parmi les personnages confirmés. Sentai Filmworks sort la série en DVD et Blu-ray aux Etats-Unis le 4 mars 2014.

## OAV
- 1993 : Casshern: Robot Hunter – OAV de quatre épisode produits en 1993.
- 2004 : Casshern – adaptation cinématographique tokusatsu.
- 2008 : Casshern Sins – animé et reboot de la franchise.
- 2017 : Infini-T Force – animé, crossover avec Kagaku ninja-tai Gatchaman, Hurricane Polymar et Tekkaman.

## Casshern Sins
Casshern Sins est le reboot de la série en 2008 par le studio Madhouse.

## Jeux vidéo
Les personnages de Casshern apparaissent dans les jeux de combat Tatsunoko Fight et Tatsunoko vs. Capcom: Ultimate All-Stars en tant que combattants jouables.